# José Sanfuentes
José Salvador Sanfuentes Palma (Santiago, Chile, 8 de junio de 1951) es un académico, empresario, y político chileno, dirigente político de la oposición durante la dictadura militar de Augusto Pinochet.

## Biografía
Hijo de José Sanfuentes Piwonka y de Gabriela Palma Vicuña, descendiente de José Sanfuentes Urtetegui, quién junto a su hermano Salvador llegaron a Chile el siglo XVIII. Estudió en el Colegio San Ignacio y en la Universidad de Chile, donde comenzó su actividad política.
Es Rector del Instituto Profesional Arcos y en su trayectoria ha sido académico, empresario, y político.
Fundó en 1981, el Instituto Profesional de Comunicación y Diseño, que luego derivó en el Instituto Profesional Arcos. Ha sido profesor de la Universidad de Chile y de las Universidades privadas Vicente Pérez Rosales y Arcis, de las cuales fue socio y Vicerrector. Consultor experto en formación en capacidad emprendedora, en gestión y liderazgo y trabajo en equipo. Docente en las áreas de teorías del conocimiento y habilidades de aprendizaje, así como en gestión empresarial y de proyectos.

## Actividad política

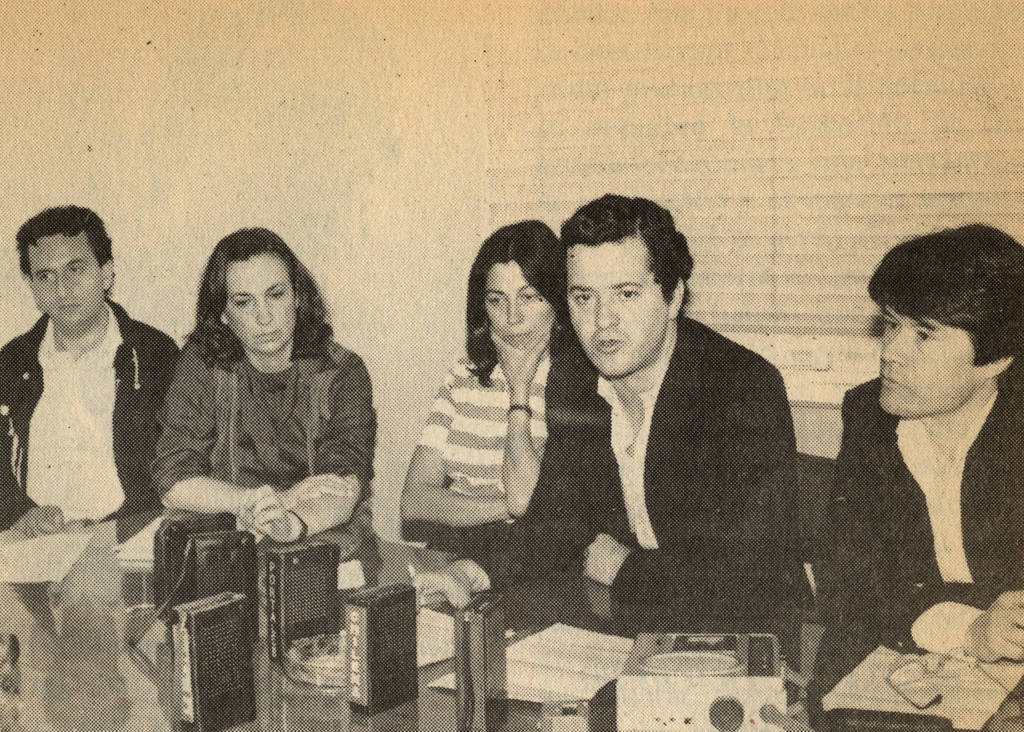
Jose "Pepe" Sanfuentes en la Conformación del Movimiento Democrático Popular (MDP), septiembre de 1983.

Se incorporó a la política en los años sesenta, durante la reforma universitaria chilena y participó activamente en el MAPU desde su fundación, apoyando al Presidente Salvador Allende, por tal motivo fue encarcelado con ocasión del golpe militar de 1973. Durante la dictadura militar se unió al Partido Comunista en el Movimiento Democrático Popular, de quién fue su Secretario general y vocero, lo que valió relegaciones y cárcel. Llegada la democracia a Chile, alejado de la actividad militante, dejó de ser protagonista de la vida política chilena y sólo ha colaborado en algunas iniciativas ciudadanas de bien común, como en la Fundación CENDA, de estudios y acción para el desarrollo alternativo y la Escuela de Líderes del Partido Progresista (2010).
En el año 2009 se convirtió en adherente de la candidatura presidencial de Marco Enriquez-Ominami en las elecciones presidenciales de ese año.
Desde el año 2020 comenzó a participar de la plataforma política de centro y centroizquierda, Nuevo Trato.
En el 2021 buscó un cupo como independiente en el Partido Liberal para las elecciones de convencionales constituyentes de 2021 pero fue desplazado por otros personeros políticos.

## Actividad empresarial
Sus primeras empresas fueron una imprenta “Llareta Ltda.” y una distribuidora de equipos y artículos para oficinas “DSD Ltda.” en la década de los setenta. Fundador de la empresa consultora “Gestión y Liderazgo S.A.” y exsocio en las empresas de tecnología y comunicaciones “Gulliver S.A.” y “Blue Company S.A.”. Participa en otras sociedades comerciales.